# Neurale groeve

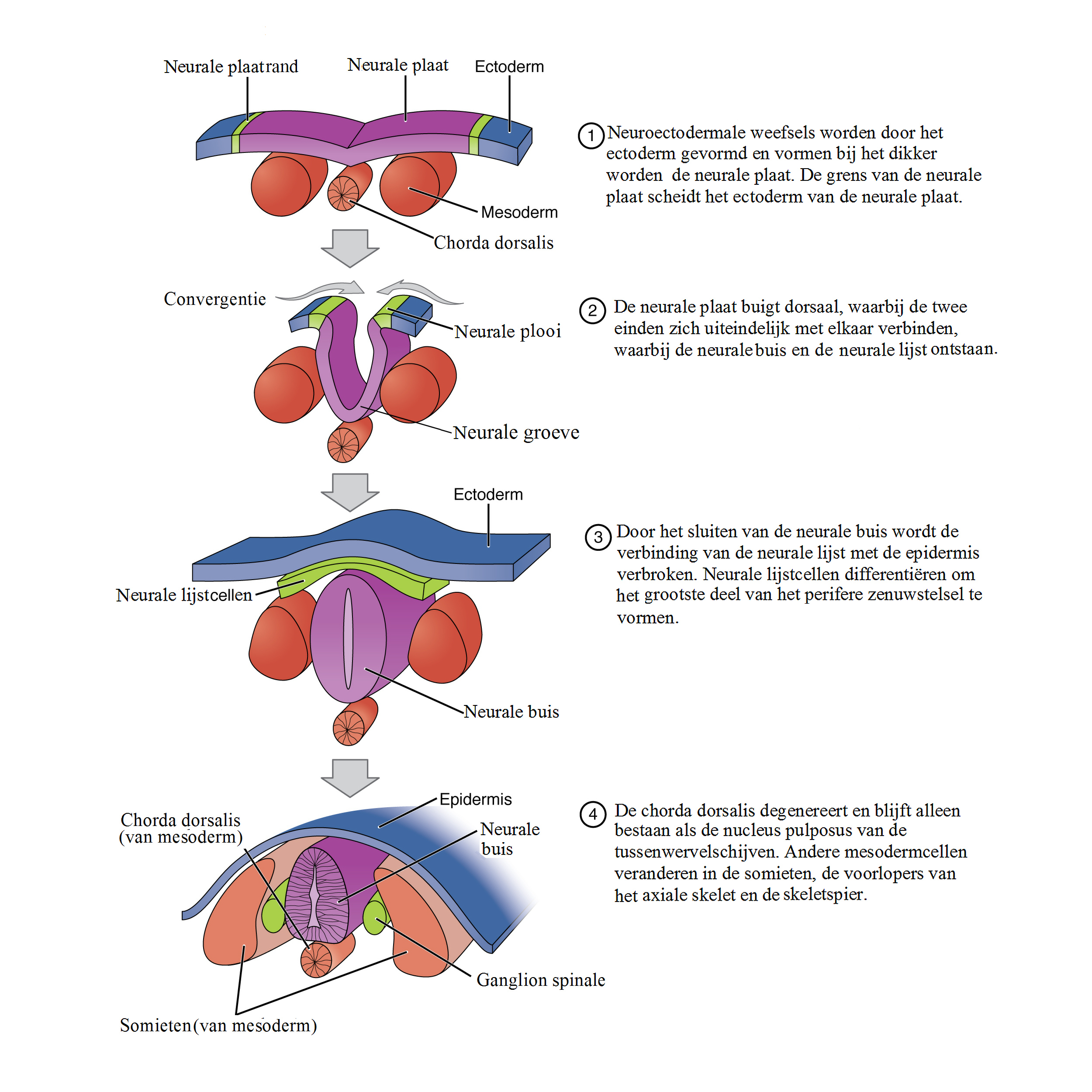
Neurulatie met o.a. neurale groeve

De neurale groeve is een ondiepe groeve in het midden van de neurale plaat tussen de neurale plooien van een embryo.
De groeve wordt geleidelijk dieper naarmate de neurale plooien hoger komen te liggen, en uiteindelijk komen de plooien in het midden samen en verandert de groeve in een gesloten buis, de neurale buis, waarvan de ectodermale wand het rudimentaire zenuwstelsel vormt.
Na het samensmelten van de neurale plooien over het voorste uiteinde van de primitieve streep, heeft de blastoporus niet langer een opening aan het oppervlak, maar in de neurale buis, en wordt er zo een tijdelijke verbinding, het neurenterisch kanaal, tot stand gebracht tussen de neurale buis en het primitieve maag-darmstelsel. Het samensmelten van de neurale plooien begint in het gebied van de achterhersenen, en strekt zich van daaruit naar voren en naar achteren uit; tegen het einde van de derde week sluit de voorste opening (neuroporus anterior) van de buis uiteindelijk aan het voorste uiteinde van de toekomstige hersenen, en vormt een uitsparing die een tijdelijk contact vormt met het bovenliggende ectoderm; het achterste deel van de neurale groeve heeft een tijdlang een ruitvormige vorm met de naam sinus rhomboidalis. Voordat de neurale groeve wordt gesloten, verschijnt er een rand van ectodermale cellen langs de opvallende rand van elke neurale plooi; dit wordt de neurale lijst genoemd, en daaruit worden de spinale en hersenzenuwknopen en de zenuwknopen van het orthosympathische zenuwstelsel ontwikkeld. Door het omhoog komen van het mesoderm wordt de neurale buis uiteindelijk gescheiden van het bovenliggende ectoderm.
Het hoofduiteinde van de neurale groeve vertoont verschillende verwijdingen, die, wanneer de buis gesloten is, de vorm aannemen van drie blaasjes; deze vormen de drie primaire blaasjes en komen respectievelijk overeen met de toekomstige voorhersenen (prosencephalon), middenhersenen (mesencephalon) en achterhersenen (rhombencephalon). De wanden van de blaasjes vormen het zenuwweefsel en de zenuwknopen van de hersenen, en hun holtes worden aangepast voor het vormen van hun ventrikels. De rest van de buis vormt het ruggenmerg; vanuit de ectodermale wand worden de zenuw- en zenuwknoop elementen van het ruggenmerg ontwikkeld, terwijl de holte als centraal ruggenmergkanaal blijft bestaan.

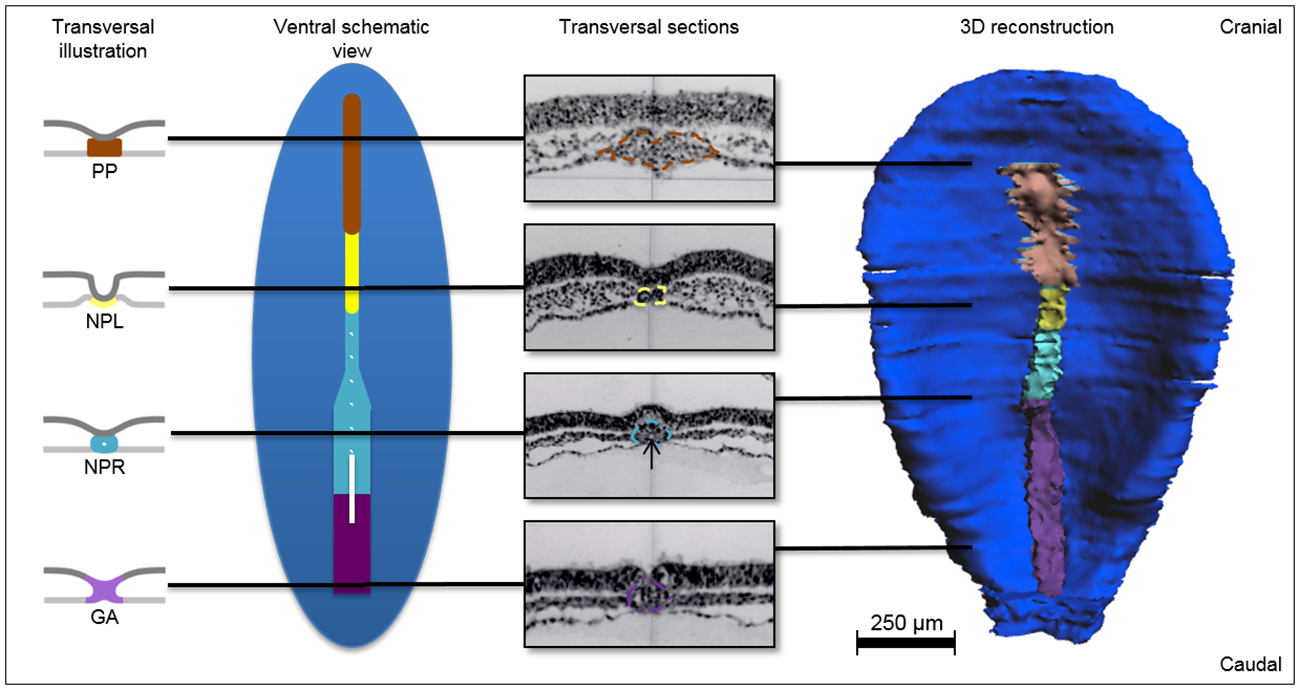
Menselijk embryo. Endoderm: lichtgrijs (in dwarsdoorsneden), epiblast of ectoderm: donkerblauw, donkergrijs (in dwarsdoorsneden), gastrulatiegebied (GA): paars, neurenterisch kanaal: wit, lamina notochordalis (NPL): geel, notochordvorming (chorda dorsalis) (NPR ): cyaanblauw, lamina praechordalis (PP)
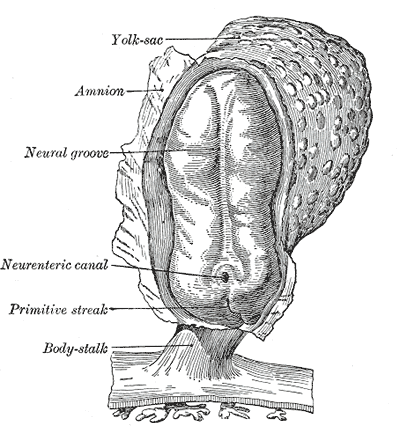
Een menselijk embryo, lengte 2 mm. (Ongeveer 21 dagen vanaf de bevruchting) met neurale groeve (Henry Gray, 1918).
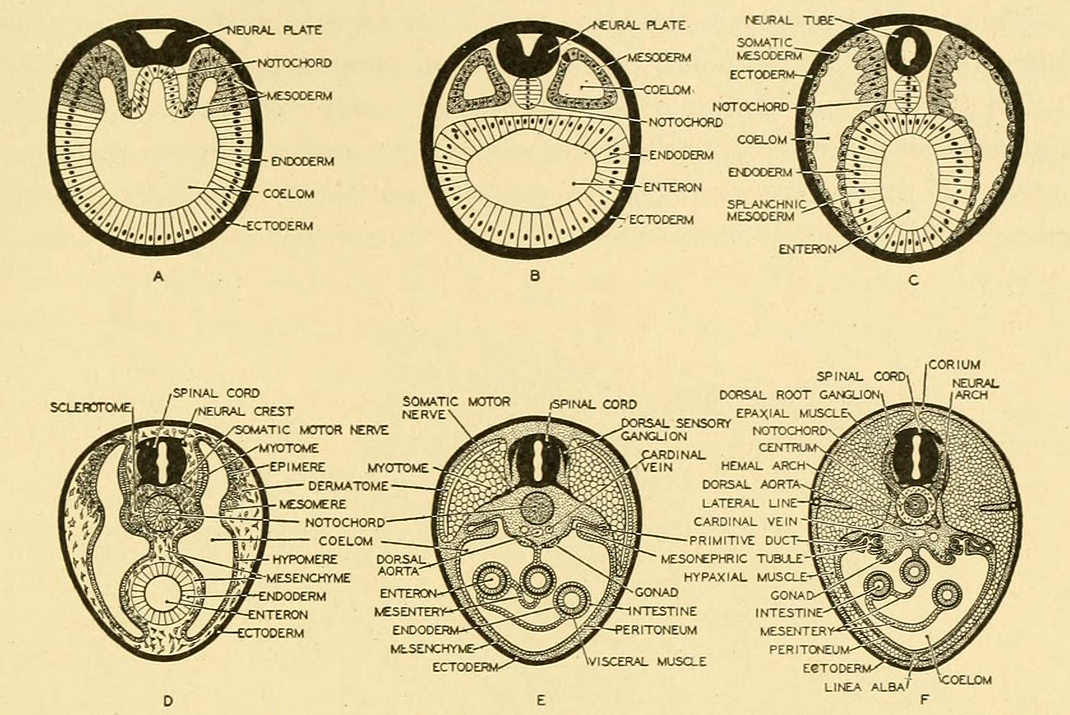
Embryogenese en ontogenese bij gewervelden